# Монумент заснування Трудової партії Кореї
Монумент заснування Трудової партії Кореї — пам'ятник у столиці Північної Кореї місті Пхеньян, що присвячений заснуванню правлячої партії КНДР 10 жовтня 1946 року. Монумент було відкрито у жовтні 1995 року та приурочено до 50-річчя заснування партії.

## Розташування
Монумент заснування Трудової партії Кореї розташований у Пхеньяні на вулиці Мунсу та займає площу 250 тис. м². Пам'ятник є складовою частиною архітектурно-паркового ансамблю. 

## Опис
Монумент являє собою споруду, що складається з трьох 50-метрових башт-рук, які тримають молот, серп та пензель. Дані три елементи композиції символізують три соціальні верстви, на які спирається Трудова партія: робітничий клас, селянство та інтелігенцію.
В основі монумента лежить круглий фундамент діаметром 70 метрів. Башти з'єднані одна з одною конструкцією у вигляді кільця діаметром 50 та товщиною близько 8 метрів, що символізує згуртованість вождя, партії та народу. На цій конструкції розміщено напис «Хай живе Трудова партія Кореї, організатор та керівник усіх перемог корейського народу!». На внутрішній стороні кільця знаходяться 3 бронзові барельєфи, на яких показана історія Трудової партії.

## Галерея

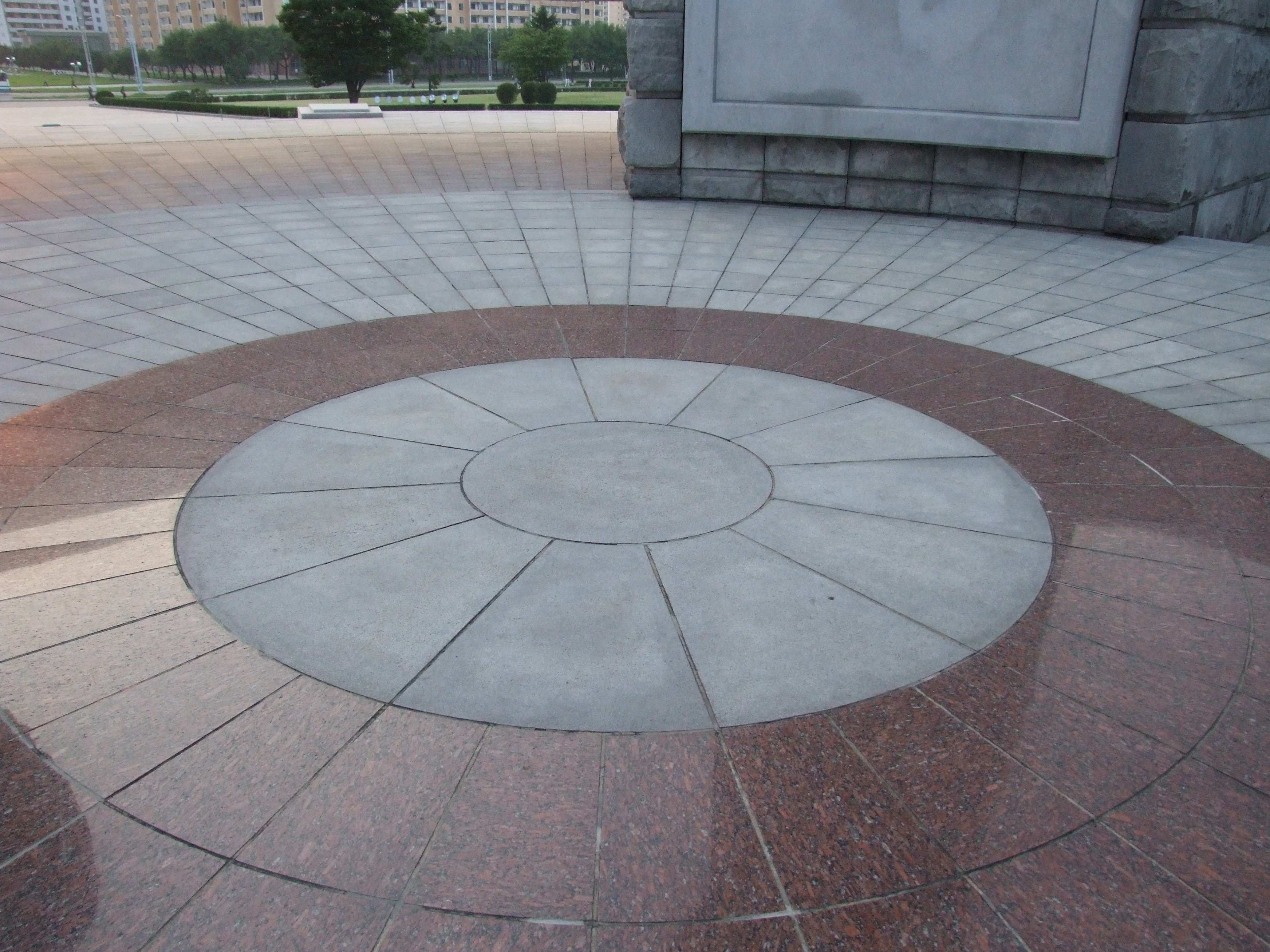
Основа монументу
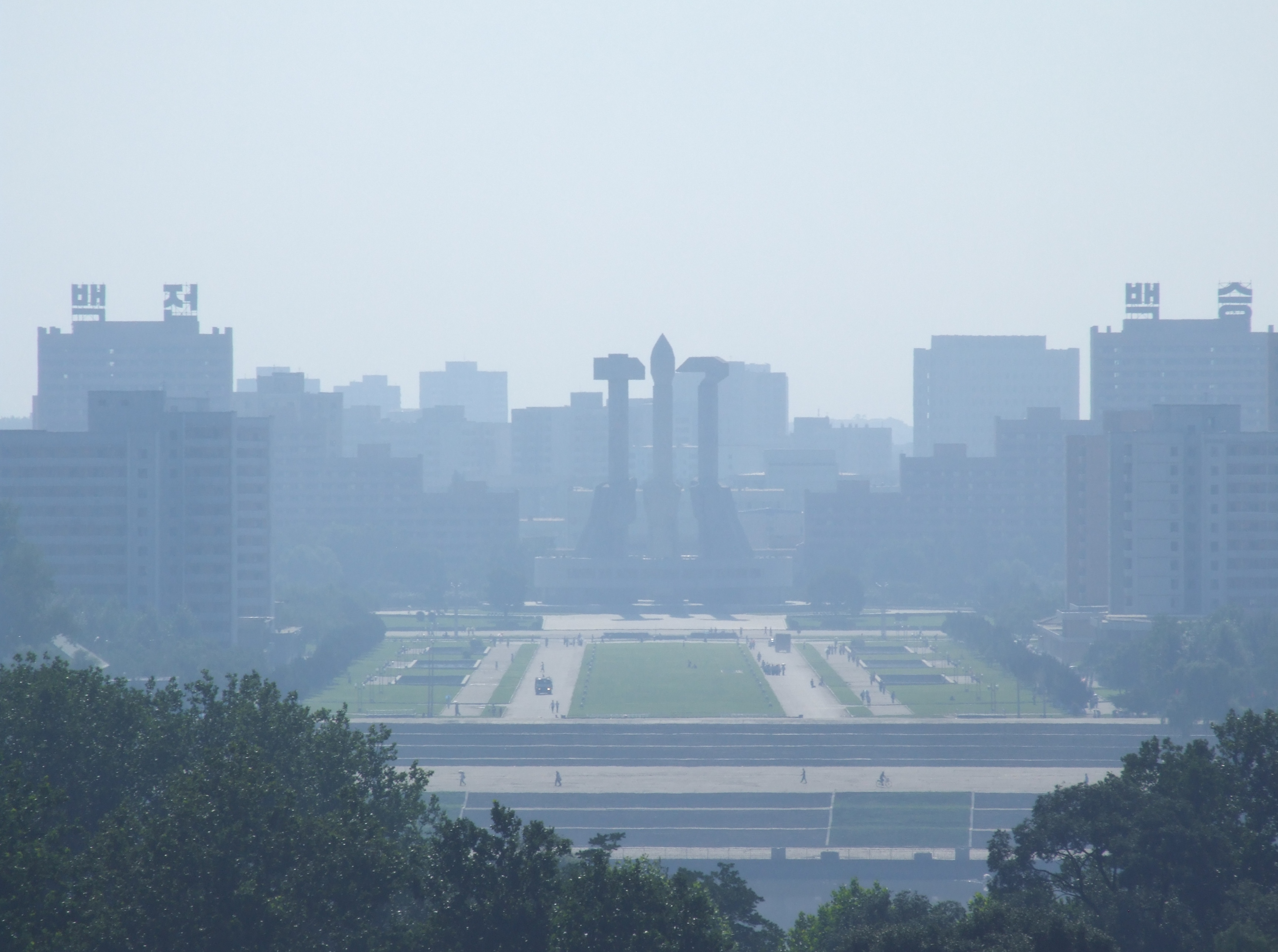
Вид на парковий комплекс
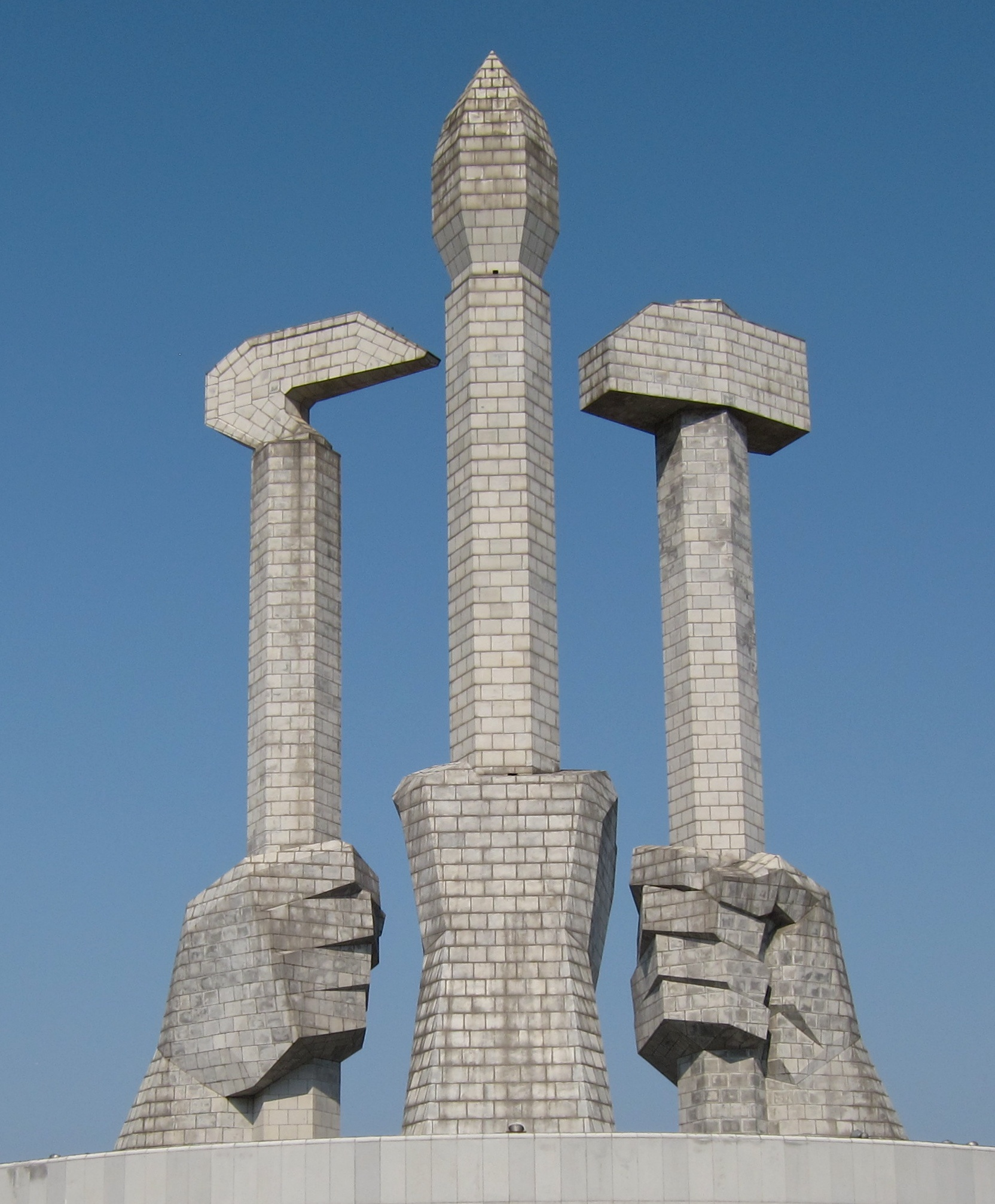
Складові композиції монументу: серп, пензель, молот
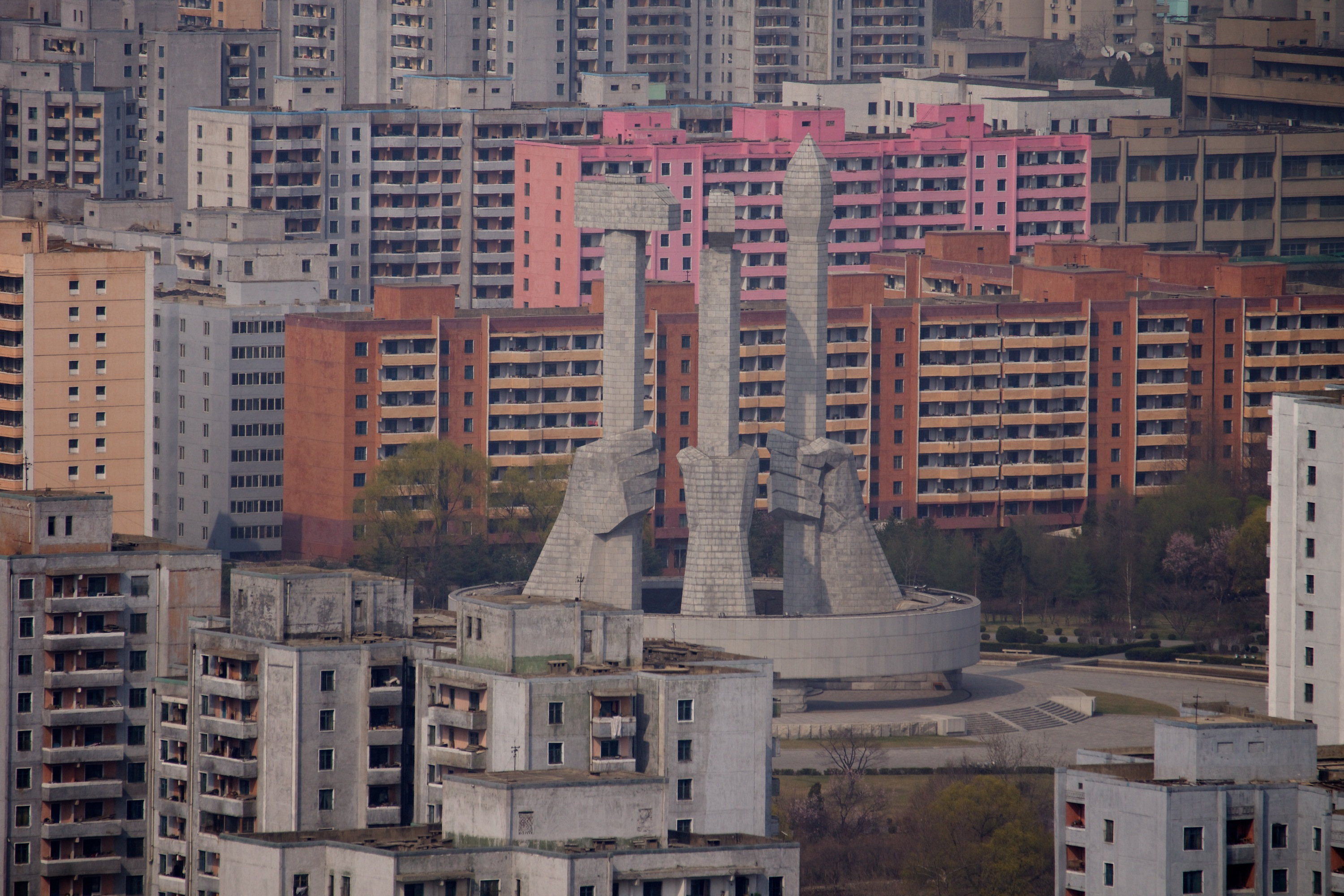
Вид на монумент у місті